# Syrien i olympiska sommarspelen 2012
Syrien deltar i de olympiska sommarspelen 2012 som äger rum i London i Storbritannien mellan den 27 juli och den 12 augusti 2012.

## Boxning
- Huvudartikel: Boxning vid olympiska sommarspelen 2012

Herrar
| Boxare          | Gren       | Sextondelsfinal         | Åttondelsfinal       | Kvartsfinal          | Semifinal            | Final                | Final            |
| Boxare          | Gren       | Motståndare Resultat    | Motståndare Resultat | Motståndare Resultat | Motståndare Resultat | Motståndare Resultat | Placering        |
| --------------- | ---------- | ----------------------- | -------------------- | -------------------- | -------------------- | -------------------- | ---------------- |
| Wessam Salamana | Bantamvikt | Abutalipov (KAZ) L 7–15 | Gick inte vidare     | Gick inte vidare     | Gick inte vidare     | Gick inte vidare     | Gick inte vidare |

## Cykling
- Huvudartikel: Cykling vid olympiska sommarspelen 2012

| Cyklist      | Gren                | Tid             | Placering       |
| ------------ | ------------------- | --------------- | --------------- |
| Omar Hasanin | Herrarnas linjelopp | Fullföljde inte | Fullföljde inte |

## Friidrott
- Huvudartikel: Friidrott vid olympiska sommarspelen 2012

Förkortningar
- Notera – Placeringar gäller endast den tävlandes eget heat
- Q = Kvalificerade sig till nästa omgång via placering
- q = Kvalificerade sig på tid eller, i fältgrenarna, på placering utan att ha nått kvalgränsen
- NR = Nationellt rekord
- N/A = Omgången inte möjlig i grenen
- Bye = Idrottaren behövde inte delta i omgången

Herrar
Fältgrenar
| Idrottare          | Gren     | Kval  | Kval      | Final    | Final     |
| Idrottare          | Gren     | Längd | Placering | Längd    | Placering |
| ------------------ | -------- | ----- | --------- | -------- | --------- |
| Majed Aldin Ghazal | Höjdhopp | 2.16  | 28        | Höjdhopp | Höjdhopp  |

Damer
Bana och väg
| Idrottare         | Event      | Heat     | Heat        | Semifinal        | Semifinal        | Final            | Final            |
| Idrottare         | Event      | Resultat | Placering   | Resultat         | Placering        | Resultat         | Placering        |
| ----------------- | ---------- | -------- | ----------- | ---------------- | ---------------- | ---------------- | ---------------- |
| Ghfran Almouhamad | 400 m häck | 58.09    | DSQ (dopad) | Gick inte vidare | Gick inte vidare | Gick inte vidare | Gick inte vidare |

## Ridsport

### Hoppning
| Tävlande           | Häst      | Kvalifikation | Kvalifikation | Kvalifikation | Kvalifikation | Kvalifikation | Kvalifikation   | Kvalifikation   | Kvalifikation   | Final           | Final           | Final           | Final           | Final           | Total     |
| Tävlande           | Häst      | Runda 1       | Runda 1       | Runda 2       | Runda 2       | Runda 2       | Runda 3         | Runda 3         | Runda 3         | Runda A         | Runda A         | Runda B         | Runda B         | Runda B         | Total     |
| Tävlande           | Häst      | Straff        | Placering     | Straff        | Total         | Placering     | Straff          | Total           | Placering       | Straff          | Placering       | Straff          | Totalt          | Placering       | Placering |
| ------------------ | --------- | ------------- | ------------- | ------------- | ------------- | ------------- | --------------- | --------------- | --------------- | --------------- | --------------- | --------------- | --------------- | --------------- | --------- |
| Ahmad Saber Hamcho | Wonderboy | 1             | 33            | 29            | 30            | 62            | Ej kvalificerad | Ej kvalificerad | Ej kvalificerad | Ej kvalificerad | Ej kvalificerad | Ej kvalificerad | Ej kvalificerad | Ej kvalificerad | 62        |